# Agrostis subulata
Agrostis subulata är en gräsart som beskrevs av Joseph Dalton Hooker. Agrostis subulata ingår i släktet ven, och familjen gräs. Inga underarter finns listade i Catalogue of Life.